# عادل أختر
عادل أختر (بالإنجليزية: Adil Akhtar)‏ هو فنان أمريكي، ولد في 1961 في كراتشي في باكستان.